# كريات ملاخي

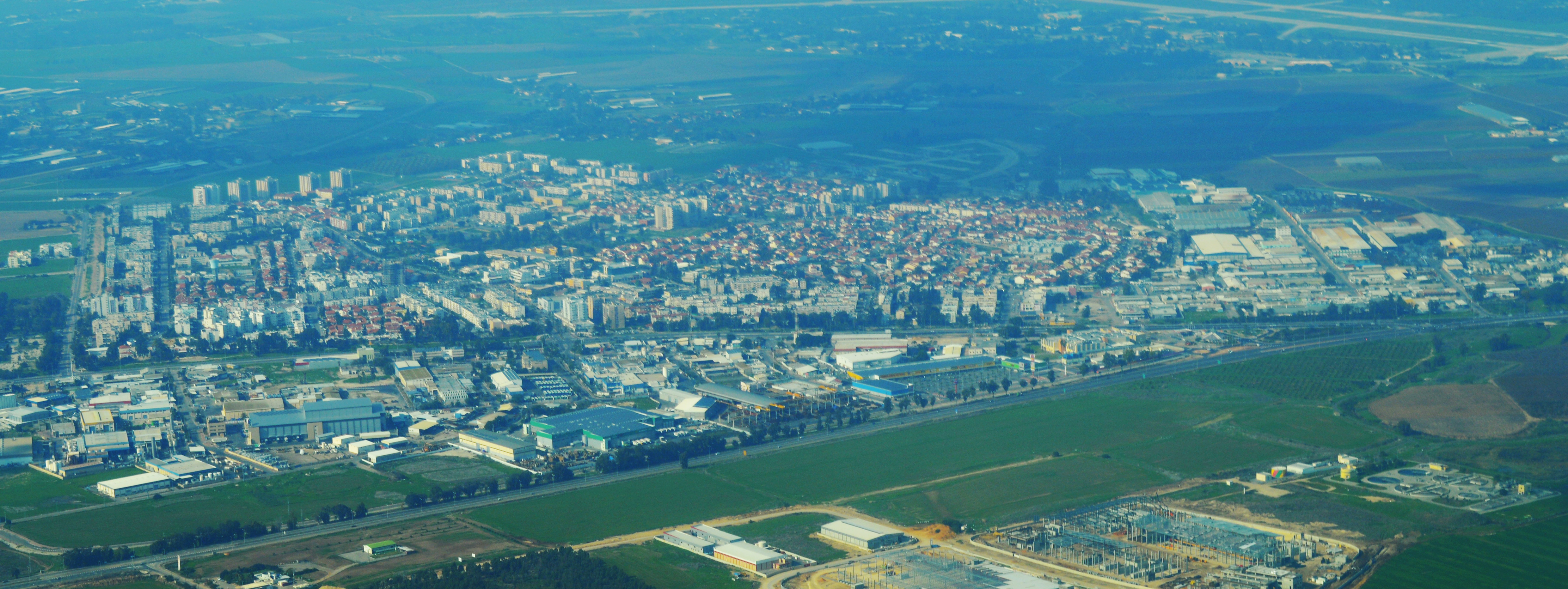
كريات ملاخي، 2012

كريات ملاخي (بالعبرية: קִרְיַת מַלְאָכִי) (معنى الاسم: مدينة الملائكيّ) مدينة تقع في جنوب إسرائيل، على بعد 17 كيلومترا (11 ميل) من عسقلان. وفقا لمكتب الإحصاء الإسرائيلي فقد بلغ في نهاية عام 2009 عدد سكانها 20,600. ومساحتها قرابة 4,632 دونم (~ 4.6 كم ²).
تم تشييد كريات ملاخي على أراضي بلدة قسطينة الفلسطينية المهجرة في 1948. انتخب موشيه كاتساڤ، الذي أصبح لاحقًا رئيس إسرائيل الثامن، رئيسًا للبلدية في 1969 وكان عمره 24 عامًا في ذلك الحين. تم انتخاب شقيقه الأصغر ليئور كاتساڤ رئيسًا للبلدية في دورة لاحقة. في 15 نوفمبر 2012، تعرضت المدينة لهجمات صاروخية من قطاع غزة قتلت ثلاثة من سكان المدينة أثناء الحرب على غزة 2012. يترأس بلديتها الحالية إلياهو زوهار.

## توأمة
لكريات ملاخي اتفاقيات توأمة مع كل من:
- بياترا نيامتس
- روي-مالميزون (1985 - )[6]
- غولمود